# Настоящие котинги
Настоящие котинги (лат. Cotinga) — род воробьиных птиц из семейства котинговых.

## Виды
По данным базы Международного союза орнитологов в составе рода Cotinga выделяют 7 видов:
- Cotinga amabilis Gould, 1857 — Синяя настоящая котинга
- Cotinga cayana (Linnaeus, 1766) — Ошейниковая настоящая котинга
- Cotinga cotinga (Linnaeus, 1766) — Пурпурногрудая настоящая котинга
- Cotinga maculata (Müller, 1776) — Галстучная настоящая котинга
- Cotinga maynana (Linnaeus, 1766) — Бирюзовая настоящая котинга
- Cotinga nattererii (Boissonneau, 1840) — Пурпурногорлая настоящая котинга
- Cotinga ridgwayi Ridgway, 1887 — Настоящая котинга Риджвея